# Муніципальний Сарапульський драматичний театр
Муніципальний Сарапульський драматичний театр (рос. Муниципальный Сарапульский драматический театр) — муніципальний (міський) драматичний театр у районному центрі Удмуртії (Росія) місті Сарапулі, професіональний репертуарний театр зі 100-літньою історією, значний осередок культури і мистецтва міста та республіки.
Міський драмтеатр у Сарапулі є одним із семи професійних театрів Удмуртії і водночас найстарішим театром Удмуртії; це також єдиний заклад культури міста, пов'язаний з професіональним мистецтвом.

## Загальні дані
Муніципальний Сарапульський драматичний театр міститься у будівлі за адресою:
вул. Первомайська, буд. 22а, м. Сарапул-427970 (Удмуртська Республіка, Росія).
Глядацька зала театру розрахована на 225 місць, театр має сцену загальною площею 83,6 м² (глибина — 9,8, ширина — 8,7, висота — 4,5 м), необхідні технічні та допоміжні цехи, майстерні, гримерки тощо.
Головний режисер закладу — А. Агапов.

## З історії та сьогодення театру
Міський театр у Саарапулі має давню і славну історію — його було засновано 1911 року, відтак це найстаріший за часом створення удмуртський професійний театр.
За свою історію у театрі змінилось не одне покоління акторів і вдячних їх глядачів. Чимало видатних сторінок у літопис закладу культури «вписали» провідні актори різних років: В. Н. Дальська, А. А. Швецова, А. Н. Пижов, Ч. А. Ельський, Г. І. Синькевич, керівники і театральні режисери Г. М. Ельстон, В. М. Владимиров, М. А. Агапов, В. І. Сафонов.
1941 року у репертуарі Сарапульського драмтеатру, що був на той час пересувним на чолі з художнім керівником А. Скибневським, значилося 18 постановок, серед них класичні та сучасні комедії: «Касатка», «Сады цветут», «Хозяйка гостиницы», «Свадьба Кречинского», «Дама-невидимка», а також драми і трагедії: «Анджело — тиран падуанский», «Овод», «Отелло» тощо. З початком Німецько-радянської війни театр не лише не припинив діяльності, а й активізував її — протягом усієї війни колектив театру на творчій ниві самовіддано робив свій внесок у Велику перемогу. У жовтні 1946 року рішенням Сарапульського міськвиконкому та рішенням Ради Міністрів УАРСР театр було реорганізовано, він став стаціонарним Сарапульським драматичним театром.
Творчі успіхи у повоєнний період обумовили присвоєння в 1986 році закладові високого звання «Лауреат премії комсомолу Удмуртії».
У різні роки театр неодноразово ставав дипломантом республіканських і загальноросійських фестивалів «Театральная весна», а 2001 року — дипломантом III фестивалю театрів малих міст Росії, що відбувався у Москві.
Протягом багатьох років театр очолювала заслужений робітник культури Російської Федерації Т. А. Кулакова.
У теперішній час (2-а половина 2000-х років) Муніципальний Сарапульський драматичний театр продовжує плідну роботу: значно зросла його трупа, постійно змінною є репертуарна афіша закладу, понад 10 років із успіхом діє театральна студія.

## Репертуар, діяльність і творчий колектив
У репертуарі Муніципального Сарапульського драматичного театру переважає російська та зарубіжна класика. Щосезону в середньому сарапульські театрали готують 5 прем'єрних постановок.
Окрема увага приділяється найменшому глядачеві. Так, станом на 2007 рік в афіші Сарапульського драмтеатру було 12 дитячих спектаклів.
З чинного репертуару:
- «Свадебный марш» В. Азерникова;
- «На окраине» В. Володарського;
- «Прибайкальская кадриль» В. Гуркіна;
- «Портрет мадмуазель Таржи» І. Єлагіна;
- «Дорогая Памела» Дж. Патрика;
- «Вишневый сад» А. Чехова.

Творчий колектив активно гастролює — як в Удмуртії, зокрема і в сільській місцевості, так і за її межами.
У чинному (2007) творчому складі Сарапульського театру 21 актор, з яких 10 осіб мають почесні звання заслужених і народних артистів Удмуртської Республіки — заслужений артист Удмуртської Республіки І. Афремов, народні артисти Удмуртської Республіки Г. Єсирева, В. Мельник, І. Синькевич і Є. Потапов.

## Джерело-посилання
- Муніципальний Сарапульський драматичний театр [Архівовано 4 березня 2016 у Wayback Machine.] на Офіційне інтернет-представництво Удмуртської Республіки [Архівовано 14 жовтня 2018 у Wayback Machine.] (рос.)